# The Grasp of the Gnome
Chapter 8: The Grasp of the Gnome (Capítulo 8: El Ataque del Gnomo en América Latina, y El Abrazo del Gnomo en España), es el octavo episodio de la primera temporada de la serie de televisión animada Scooby-Doo! Misterios, S. A..
El guion principal fue elaborado por Mitch Watson y Jonh P. McCann se encargaro de dibujar el guion gráfico, y Victor Cook estuvo a cargo de la dirección general. El episodio fue producido por la compañía Warner Bros. Animation, a manera de secuela de la serie original de Hanna-Barbera Productions, Scooby-Doo ¿dónde estás? (1969).
Se estrenó oficialmente en los Estados Unidos el 30 de agosto de 2010 por Cartoon Network. En Hispanoamérica y Brasil, el episodio se estrenó oficialmente el 24 de abril de 2011 a las 17:00 a través de Cartoon Network.

## Argumento
En la feria Real de caballeros medievales (al estilo de los caballeros de la Mesa Redonda de Camelot), recién inaugurada en Gruta de Cristal, un chico trata de modificar su traje de caballero por uno de pirata (porque considera a los caballeros aburridos) hasta que es atacado por una figura, que resulta ser un aterrador gnomo gigante de manos resplandecientes, las cuales al tocar al muchacho lo paralizan inmediatamente. Al tratar de darle el alcance, su impaciente novia se encuentra con el cuerpo inmóvil del joven, y ve al gnomo huyendo de la escena del crimen.

Unas horas después, Scooby-Doo y sus amigos asisten a la feria disfrazados: Fred y Daphne como caballeros, y Shaggy y Scooby de piratas. Shaggy trata de convencer a Vilma de acompañarlos, pero ella rehúsa por no querer disfrazarse. Al llegar a la feria, los chicos oyen la discusión entre Amanda Piespequeños (organizadora del evento) y su bufón Gill. El hombre alto le advierte a la reina que clausure la feria debido a los ataques del gnomo, un ser mitológico que al parecer tiene el modus operandi de solo atacar a los piratas que asisten a la feria. Pero la mujer se niega, contando con el apoyo del alcalde Jones y el Sheriff Stone, quienes están ávidos por atraer más turistas.

Curiosa, Vilma decide ir al puesto de recuerdos donde trabaja su mamá para preguntarle qué sabe, invitando a Shaggy (y Scooby) a ir con ella para que tomen helados. Vilma le confiesa a su mamá que le molesta que Shaggy no pase tanto tiempo con ella, y su mamá le regala un libro sobre gnomos para la investigación. Esa noche, dos piratas nerds se convierten en víctimas del Gnomo, elevando más la curiosidad de la pandilla. Daphne les muestra una joya violeta que uno de los cuerpos tenía en sus manos, y los chicos deciden investigar más al respecto, mientras el número de piratas comienza a ser reducido por el gnomo.

Los cuerpos congelados por el gnomo son puestos en el "Teatro Sirena". Fred, Daphne y Vilma tratan de entrar para hacerles pruebas a los piratas, separándose de Shaggy y Scooby. Cuando las chicas se quedan a solas, Vilma decide confesarle a Daphne que Shaggy y ella están enamorados, pero que ella se siente algo frustrada debido a que él no le dedica el tiempo que ella quisiera. Al comentárselo a Fred, este le aconseja a Vilma tomar las cosas con calma, y luego reúne a la pandilla para revelar lo que descubrió: toxina de meduza en los cuerpos de los piratas, una sustancia que causa parálisis instantánea. Investigando por separado, Shaggy y Scooby son atacados por el Gnomo, en la persecución Shaggy tropieza y queda inconsciente, no sin antes advertirle a su amigo que escape y traiga a los demás, siendo luego atrapado por el monstruo (lo único que quedó de Shaggy fue su Loro de juguete). Tanto Scooby como Vilma quedan devastados por la desaparición de Shaggy, y el gran danés, celoso por el afecto de la castaña a Shaggy,  agrede a Vilma en un arranque de frustración,y ambos se pelean por el Lorito de juguete. En medio de todas sus preguntas y problemas, los chicos reciben un mensaje del señor E que los impulsa a no rendirse si quieren volver a ver vivo a Shaggy.

Al regresar al lugar donde Shaggy desapareció, la pandilla descubre el camino que usa el gnomo para aparecer de la nada, y hacen un plan para capturarlo en una trampa de Fred, con Scooby-Doo vestido de pirata como carnada. Mientras son perseguidos, Daphne consigue repeler el poder paralizante del Gnomo con unos brazaletes de metal, mientras que Scooby descubre a un capturado y colgado Shaggy y ambos se unen a la persecución. El gnomo finalmente es capturado y resulta ser Gill Piespequeños, el esposo de Amanda. El hombre confiesa que su intención era culpar a su esposa por los ataques del Gnomo, atacando solo a los piratas debido al desprecio que Amanda les tiene, poniendo uno de sus aretes en la mano de una de las víctimas para inculparla. Gill también revela ser en realidad un hombre muy bajo, que fingió ser alto todo el tiempo con unas piernas falsas, y usó guantes tóxicos como su arma principal. El Sheriff se lleva a Gill y toda la pandilla, con excepción de Vilma, se va a celebrar la victoria.

Antes de alcanzar a sus amigos, Vilma tropieza con un Verdugo, antes de que una figura encapuchada pase y deje caer un paquete. Al tomarlo, Vilma descubre un mensaje del señor E, que dice: «No se rindan, esto ya ha pasado antes». Detrás de la nota, aparece una fotografía del equipo de Misterios, S. A. con la mascota del grupo, el profesor Pericles, resaltado con un círculo rojo.